# Everett Glass
Pour les articles homonymes, voir Glass.
Everett Glass est un acteur américain né le 23 juillet 1891 à Bangor, Maine (États-Unis), décédé le 22 mars 1966 à Los Angeles (États-Unis).

## Filmographie
- 1948 : The Girl from Manhattan : Committeeman
- 1948 : Jeanne d'Arc (Joan of Arc) : juge Anselene
- 1948 : Acte de violence (Act of Violence) : Hotel Night Clerk
- 1949 : The Lucky Stiff : Henry (waiter)
- 1949 : Un pacte avec le diable (Alias Nick Beal) : Party Guest
- 1949 : The Undercover Man : juge Parker
- 1949 : Passion fatale (The Great Sinner) : Pince-nez man
- 1949 : The Secret of St. Ives (en) : Priest
- 1949 : Pinky : Mr. Jeffers Wooley
- 1949 : La Vie facile (Easy Living) de Jacques Tourneur : Virgil Ryan
- 1949 : Les Désemparés (The Reckless Moment) : Drug Clerk
- 1949 : Fiancée à vendre (Bride for Sale) : Willie
- 1949 : And Baby Makes Three
- 1950 : The Magnificent Yankee : Justice Peckham
- 1950 : La Femme aux chimères (Young Man with a Horn) : Mission song leader
- 1950 : Planqué malgré lui (When Willie Comes Marching Home) : colonel J.W. Hollingsworth
- 1950 : Mother Didn't Tell Me : Reverend
- 1950 : Father Makes Good : Proprietor
- 1950 : Rock Island Trail : juge
- 1950 : Le Chevalier de Bacchus (The Big Hangover) : Alumni Dinner Headwaiter
- 1950 : Destination... Lune ! (Destination Moon) : Mr. La Porte
- 1950 : La Scandaleuse Ingénue (The Petty Girl) : prof. Haughton
- 1950 : Les Rebelles de Fort Thorn (Two Flags West) de Robert Wise : rév. Simpkins
- 1950 : Counterspy Meets Scotland Yard de Seymour Friedman : Doc Ritter
- 1950 : Two Weeks with Love : Mr. Hibbs
- 1950 : The Killer That Stalked New York d'Earl McEvoy : Elderly Doctor
- 1951 : La Chose d'un autre monde (The Thing from Another World) : Dr Wilson
- 1951 : Cœurs insondables (My Forbidden Past) : Elderly Doctor
- 1951 : Plus fort que la loi (Best of the Badmen) : Doctor
- 1951 : A Millionaire for Christy de George Marshall : Dr Whipple
- 1951 : Journey Into Light : Deacon Adams
- 1951 : Destination Mars (Flight to Mars) de Lesley Selander : Montar
- 1951 : Too Young to Kiss : Village Druggist
- 1952 : Sous le plus grand chapiteau du monde (The Greatest Show on Earth) : Board member
- 1952 : Bas les masques (Deadline - U.S.A.) de Richard Brooks : Doctor Emanuel
- 1952 : The Girl in White : Graduation Speaker
- 1952 : Three for Bedroom C : Dr Radcliffe
- 1952 : Dreamboat : George Bradley
- 1952 : The Merry Widow : Putney
- 1953 : Appelez-moi Madame (Call Me Madam) : Announcer at Sally's party
- 1953 : La Piste fatale (Inferno) de Roy Ward Baker : Mason, Carson's Butler
- 1953 : Trois marins et une fille (Three Sailors and a Girl) de Roy Del Ruth : Client
- 1954 : Les Gladiateurs (Demetrius and the Gladiators) : Kaeso
- 1954 : Day of Triumph : Annas
- 1955 : Le Cavalier au masque (The Purple Mask) de H. Bruce Humberstone : Father Brochard
- 1955 : Trial : George (dean)
- 1956 : L'Invasion des profanateurs de sépultures (Invasion of the Body Snatchers) : Dr Ed Pursey
- 1956 : World Without End : Timmek
- 1956 : Plus dure sera la chute (The Harder They Fall) de Mark Robson : Minister
- 1956 : La Loi du Seigneur (Friendly Persuasion) : Elder (Brother Amos)
- 1957 : The Quiet Gun : Circuit Judge
- 1957 : La Blonde ou la Rousse (Pal Joey) : Pet Store Owner
- 1958 : Le Salaire de la violence (Gunman's Walk) : révérend Arthur Stotheby
- 1959 : Ils n'ont que vingt ans (A Summer Place) : Dean
- 1960 : Elmer Gantry le charlatan (Elmer Gantry) : rév. Brown
- 1961 : The Marriage-Go-Round : Professor
- 1961 : Susan Slade : Mr. White